# 1934.
◄ | 19. stoljeće | 20. stoljeće | 21. stoljeće | ►
◄ | 1900-ih | 1910-ih | 1920-ih | 1930-ih | 1940-ih | 1950-ih | 1960-ih | ►
◄◄ | ◄ | 1931. | 1932. | 1933. | 1934. | 1935. | 1936. | 1937. | ► | ►►
Arhitektura • Astronomija • Biologija • Film • Fotografija • Glazba • Kazalište • Kemija • Kiparstvo • Knjige • Književnost • Kršćanstvo • Meteorologija • Medicina • Planinarstvo • Politika • Pravo • Promet • Slikarstvo • Strip • Šport • Televizija • Znanost • Zrakoplovstvo • Željeznički promet
1934. (rim. MCMXXXIV), bila je trideset i treća godina 20. stoljeća.

## Događaji
- veljača – Austrijski građanski rat
- 1. do 8. kolovoza – U Varšavi održane prve Poljske svjetske igre.
- 18. rujna – Sovjetski Savez primljen u Ligu naroda.
- 9. listopada – Marsejski atentat

Nepoznat nadnevak
- Papa Pio XII. proglasio je cijelu godinu (od 2. travnja 1933. do 2. travnja 1934.) Svetom godinom u spomen na 1900 godina od Isusova Uskrsnuća.
- I. kongres sovjetskih pisaca na kojemu je ustanovljen socrealizam.
- Koprivnički poduzetnici, braća Marijan i Matija Wolf, osnivaju radionicu za preradu voća, koja 1947. godine prelazi u društveno vlasništvo te dobiva ime Podravka.[1]
- U Cuenci izlazi prvo izdanje Puta Josemaría Escrive.[2]

## Rođenja

### Siječanj – ožujak
- 4. siječnja – Josip Silić, hrvatski jezikoslovac, kroatist i teoretičar jezika († 2019.)
- 8. siječnja – Žarko Prebil, hrvatski baletni umjetnik i pedagog († 2016.)
- 28. siječnja – Tomislav Petranović Rvat, hrvatski slikar († 2021.)
- 20. veljače – Rue McClanahan, američka glumica († 2010.)
- 24. veljače – Renata Scotto, talijanska operna pjevačica
- 9. ožujka – Jurij Gagarin, ruski astronaut († 1968.)
- 13. ožujka – Nikola Filipović, hrvatski arhitekt
- 31. ožujka – Richard Chamberlain, američki glumac († 2025.)
- 31. ožujka – Shirley Jones, američka glumica i pjevačica

### Travanj – lipanj
- 10. travnja – Mirka Klarić, hrvatska operna pjevačica († 2022.)
- 24. travnja – Shirley MacLaine, američka glumica
- 9. svibnja – Marijan Domić, hrvatski trubač, aranžer i skladatelj († 2011.)
- 18. svibnja – Nikola Simić, srpski glumac († 2014.)
- 24. svibnja
  - Stipica Kalogjera, hrvatski skladatelj, aranžer, dirigent i producent († 2025.)
  - Željko Kućan, hrvatski akademik i biokemičar († 2023.)
- 1. lipnja – Pat Boone, američki pop pjevač i glumac
- 1. lipnja – Ivica Bednjanec, hrvatski crtač i strip-autor († 2011.)
- 11. lipnja – Smiljka Bencet-Jagarić, hrvatska glumica († 2023.)
- 16. lipnja – Miho Demović, hrvatski muzikolog i skladatelj († 2023.)
- 18. lipnja – Pavle Dešpalj, hrvatski dirigent, skladatelj i akademik († 2021.)

### Srpanj – rujan
- 1. srpnja – Sydney Pollack, američki redatelj, producent i glumac († 2008.)
- 7. kolovoza – Marija Kohn, hrvatska glumica († 2018.)
- 8. kolovoza – Ana Gligić, srpska znanstvenica († 2025.)
- 18. kolovoza – Rafer Johnson, američki atletičar i glumac († 2020.)
- 6. rujna – Charles Billich, hrvatski slikar
- 23. rujna – Franc Rode, slovenski kardinal
- 26. rujna – Geoffrey Grey, engleski skladatelj
- 28. rujna – Brigitte Bardot, francuska glumica
- 21. rujna – Leonard Cohen, američki glumac († 2016.)

### Listopad – prosinac
- 10. listopada – Aldo Gladić, hrvatski jezikoslovac, fonetičar i pjesnik
- 26. listopada – Pero Zlatar, hrvatski novinar i publicist († 2020.)
- 1. studenoga – Vladimir Ivir, hrvatski jezikoslovac, prevoditelj († 2011.)
- 5. studenoga – Kira Muratova, ukrajinska filmska redateljica († 2018.)
- 9. studenoga – Carl Sagan, američki astronom i astrobiolog († 1996.)
- 26. studenoga – Nada Ruždjak, hrvatska operna pjevačica († 2012.)
- 13. prosinca – Hrvatin Gabrijel Jurišić, hrvatski teolog i pisac
- 15. prosinca – Stanislav Šuškevič, bjeloruski političar i znanstvenik († 2022.)
- 20. prosinca – Dalibor Cvitan, hrvatski književnik i književni kritičar († 1993.)
- 24. prosinca – Stjepan Mesić, hrvatski predsjednik
- 26. prosinca – Pavle Bogdanović, hrvatski glumac († 1993.)
- 27. prosinca – Branko Turčić, hrvatski novinar, scenarist i pisac († 2011.)
- 28. prosinca – Maggie Smith, britanska glumica († 2024.)

## Smrti

### Siječanj – ožujak
- 1. siječnja – Blagoje Bersa, hrvatski skladatelj i glazbeni pedagog (* 1873.)
- 15. siječnja – Hermann Bahr, austrijski književnik (* 1863.)
- 29. siječnja – Fritz Haber, njemački kemičar i nobelovac (* 1868.)
- 9. veljače – Ante Biankini, hrvatski liječnik i političar (* 1860.)
- 13. veljače – Jožef Pustaj slovenski pisac, pjesnik i novinar u Mađarskoj (* 1864.)

### Travanj – lipanj
- 6. lipnja – Julije Kempf, hrvatski povjesničar i književnik (* 1864.)
- 6. lipnja   – Josip Margitaj, hrvatski pisac, učitelj i mađaron (* 1854.)
- 11. lipnja – Lav Vigotski, ruski psiholog (* 1896.)

### Srpanj – rujan
- 4. srpnja – Marie Curie, francuska kemičarka i fizičarka poljskog porijekala (* 1867.)

### Listopad – prosinac
- 2. kolovoza – Paul von Hindenburg, njemački general i državnik (* 1847.)
- 4. listopada – Marija Zankovecka, ukrajinska kazališna glumica (* 1854.)
- 9. listopada – Louis Barthou, francuski političar i ministar (* 1862.)
- 9. listopada – Aleksandar I. Karađorđević, kralj Kraljevine Jugoslavije (* 1888.)
- 17. listopada – Santiago Ramon y Cajal, španjolski znanstvenik (* 1852.)
- 25. studenoga – Nicholas Edward Brown, engleski taksonom (* 1849.)

## Nobelova nagrada za 1934. godinu
- Fizika: nije dodijeljena
- Kemija: Harold Clayton Urey
- Fiziologija i medicina: George Hoyt Whipple, George Richards Minot i William Parry Murphy
- Književnost: Luigi Pirandello
- Mir: Arthur Henderson

## Vanjske poveznice
|  | Zajednički poslužitelj ima još gradiva o temi 1934. |